# Stein Grieg Halvorsen
Stein Grieg Halvorsen (19 de octubre de 1909 - 11 de noviembre de 2013) fue un actor noruego.

## Biografía
Su nombre completo era Halvor Bernt Stein Grieg Halvorsen, y nació en Oslo, Noruega. Hijo del compositor Johan Halvorsen (1864–1935) y de Anna Grieg (1873–1957), sobrina del compositor Edvard Grieg, por esa razón creció en una ambiente familiar dedicado al teatro y a la música.
Trabajó principalmente en el Teatro nacional de Oslo, siendo su repertorio muy amplio. Debutó allí en 1928, con la obra de Ernst Toller Hoppla vi lever, en la cual su padre era director de orquesta. Tras diferentes papeles como actor de carácter, su primer papel de importancia fue el de Håkon Håkonssøn en la pieza de Henrik Ibsen Kongs-Emnerne. Otros papeles teatrales relevantes fueron Oberón en El sueño de una noche de verano (de William Shakespeare), Hjalmar Ekdal en El pato silvestre (de Henrik Ibsen), Presten en Peer Gynt (de Henrik Ibsen), y Paul Lange en Paul Lange og Tora Parsberg (de Bjørnstjerne Bjørnson).
Halvorsen se casó en 1940 con Elizabeth Inga Else Margrethe Thaulow (1903–68), y en 1971 con la actriz Vibeke Laura Mowinckel Falk (nacida en 1938), hija de los actores Lauritz Falk (1909–90) y Vibeke Falk (1918–2011). Su hijo Stein Johan Grieg Halvorsen, nacido en 1975, es también músico y comediante.
Stein Grieg Halvorsen falleció en Oslo en el año 2013. Fue enterrado en el Cementerio Vestre gravlund de esa ciudad.

## Premios
Stein Grieg Halvorsen fue nombrado caballero de primera clase de la Orden de San Olaf en 1979. También fue nombrado caballero de la Orden de la Estrella Polar. Otros galardones fueron el Premio de la Crítica, el Premio Aase Bye y la Estatuilla Gry.